# Kalandos hétvége
A Kalandos hétvége (eredeti cím: The Confirmation) 2016-ban bemutatott kanadai kaland-filmdráma, melynek forgatókönyvírója és rendezője (debütálás) Bob Nelson. A főszerepet Clive Owen, Jaeden Martell és Maria Bello játsszák. A filmet 2016. március 18-án mutatták be az Amerikai Egyesült Államokban és az iTuneson. Magyarországon DVD-n jelent meg szinkronizálva. 

## Cselekmény
A nyolcéves Anthony nyugtalanul néz a hétvége elé, amit alkoholista, lecsúszott, alkalmi munkákból élő asztalos apjával, Walttal kell töltenie, míg anyja, Bonnie és új férje, Kyle egy katolikus lelkigyakorlatra mennek.  Apjával ritkán találkoznak. Anthony az anyjával maradt a szülők válása után. Anyja egy másik férfival él a korábbi közös házukban, amiben Walt több dolgot a saját kezével készített.
Walt (saját maga szerint is problémás, de gyógyulófélben lévő alkoholista) ugyanilyen nyugtalan az Anthonyval töltött idő miatt, különösen, hogy az első közös napjukat szerencsétlen események sorozata kíséri: a teherautója lerobban, a főbérlője kizárja őt a házból, mert nem fizette ki a bérleti díjat, és ellopják az apjától neki ajándékozott értékes szerszámosládáját, amelyre egy közelgő asztalosmunka elvégzéséhez feltétlenül szüksége van. 
Anthony mindenki szerint igazi „jófiú”, aki mindig igazat mond, minden szabályt és előírást betart, aki soha nem szegi meg a szabályokat. Konfirmációja a napokban esedékes.
Az eseménytelennek ígérkező hétvége eseménydús kalandokká és apa-fiú összefogássá válik.
Nyomozni és kérdezősködni kezdenek a környezetükben, hogy a táska a szerszámokkal minél hamarabb előkerüljön. Ez alatt Anthony szinte minden, korábban betartott szabályt megszeg, mert apja jogos tulajdonának visszaszerzéséhez éppen arra van szükség. (hazudik, visszalopja a táskát, stb)
Az események hatására kezdik felfedezni az igazi kapcsolatot egymással, Walt jobb apává válik, Anthony pedig megmutatja, hogy milyen ígéretes és potenciális jó ember lesz belőle. Walt hétfőn megjelenik a fia konfirmációján is, pedig nem egy templomba járó ember.

## Szereplők
| Szerep          | Színész                   | Magyar hang        |
| --------------- | ------------------------- | ------------------ |
| Walt            | Clive Owen                | Laklóth Aladár     |
| Anthony         | Jaeden Martell            | Straub Martin      |
| Bonnie          | Maria Bello               | Bertalan Ágnes     |
| Otto            | Robert Forster            | Szersén Gyula      |
| Vaughn          | Tim Blake Nelson          | Sarádi Zsolt       |
| Drake           | Patton Oswalt             | Görög László       |
| Kyle            | Matthew Modine            |                    |
| Lyons atya      | Stephen Tobolowsky        | Várkonyi András    |
| Allen           | Spencer Drever            | Berecz Kristóf Uwe |
| Tucker          | Michael Eklund            | Seder Gábor        |
| Trout           | Ryan Robbins              | Holl Nándor        |
| Pete            | Garry Chalk               | Orosz István       |
| Roger felesége  | Jennifer Copping          | Czirják Csilla     |
| Roger           | Patrick Gilmore           | Horváth Illés      |
| Sue rendőrtiszt | Catherine Lough Haggquist | Kis-Kovács Luca    |
| Nancy, a csapos | Luvia Petersen            | Egri Márta         |

## Filmkészítés
A forgatókönyvíró Bob Nelson, aki korábban Alexander Payne rendezésében dolgozott a Nebraska (2013) című film forgatókönyvén, először 2014 februárjában a The Wall Street Journalnak adott interjúban említette meg a projektet, ahol kijelentette, hogy befejezte a film forgatókönyvét. A forgatás 2014. november 11-én kezdődött a kanadai Vancouverben.
2014. november 18-án jelentették be, hogy Clive Owen, Jaeden Martell és Maria Bello lesznek a film főszereplői, míg Robert Forster, Tim Blake Nelson, Patton Oswalt és Matthew Modine mellékszereplőket alakítanak. 2015 szeptemberében a Saban Films gyártócég elárulta, hogy biztosítottak Észak Amerikában is a terjesztési jogok.

## Megjelenés
A Kalandos hétvége 2016. március 18-án mutatkozott be korlátozott kiadásban az Amerikai Egyesült Államok egyes mozijaiban és az iTunes-on.

## Fogadtatás
Az amerikai filmkritikusok véleményét összegző Rotten Tomatoes 91%-ra értékelte 32 vélemény alapján.

## Fordítás
- Ez a szócikk részben vagy egészben  a   The Confirmation című angol Wikipédia-szócikk fordításán alapul.  Az eredeti cikk szerkesztőit annak laptörténete sorolja fel. Ez a jelzés csupán a megfogalmazás eredetét és a szerzői jogokat jelzi, nem szolgál a cikkben szereplő információk forrásmegjelöléseként.